# Кейкубад
Кейкубад (*д/н — 1348) — 31-й ширваншах в 1317—1348 роках. Панування характеризується частковим відновлення економічної діяльності, чому зрештою завдаили походи Золотої Орди, епідемії. Разом з тим зміг зміцнити самостійність, скориставшись розпадом Держави Хулагуїдів.

## Життєпис
Походив з династії Кесранидів. Син ширваншаха Фаррухзада II. Посів трон 1317 року після смерті стриєчного брата Кейкабуса. Продовжив внутрішню політику попередника, завдяки чому в містах відбувається пожвавлення економічного життя та розвиток торгівлі. також зменшив податки для селян. В стосунках з ільханом Абу-Саїдом допомагав родич Чобан.
Втім у 1319 році вторгнення золоординського хана Узбека та подальші бойові дії на території Ширвана знову завдали удару господарству. 1325 року Узбек-ханн знову вдерся до Ширвана, який вкотре постраждав. Значного удару завдала епідемія чуми, яка почалася у 1330 році й тривала протгоям 1330-х років. У 1335 році відбулося третє вторгнення ханна Узбека, що ще більшезруйнував господарства та міста Ширванна. 1336 року ширваншах вимушен був визнати зверхність Георгія V, царя Грузії. разом з тим Кейкубад почав карбувати в Шабарані монети хана Арпа Ке'уна, а потім Саті-беги.
Разом з тим з 1339 року став надавати допомогу Хасан Кучака з роду Чобанідів дойого загибеліу 1343 році. В свою чергу це сприяло досягненню ширваншахом повної незалежності від ільханів та Джалаїридів. Він повернув резиденцію до Баку. Напочатку 1440-х років Кейкубад відновив діяльність монетного двору в Баку, але все ще побоювався карбувати власні монети. Тоді ж зробив свого сина Кабуса співволодарем.
У 1444/1445 році вступив у конфлікт з Мелік Ашрафом, володарем держави Чобанідів. Ширваншах  відмовив Ашрафу у шлюбі зі своєю донькою. У відповідь Ашраф виступив проти Кейкубада, але зазнав невдачі, тому уклав мир з володарем Ширвану. Взимку 1347/1348 року Ашраф вирішив зробити ще один похід. відправивши війська на чолі з візиром Абдалхая. Кейкубад і Кавус змушені були тікати в одну з фортець. Чобанідські війська, сплюндрувавши Ширван, повернулися до себе.
Помер ширваншах Кейкубад у 1348 році. Йому спадкував син Кабус.